# Gadila carlessi
Gadila carlessi är en blötdjursart som beskrevs av Lamprell och Healy 1998. Gadila carlessi ingår i släktet Gadila och familjen Gadilidae. Inga underarter finns listade i Catalogue of Life.